# Anticira (Focide)
Anticira o Antikyra (in greco antico: Ἀντίκυρα?, Antìkyra) era una città della Focide.

## Localizzazione
La città era situata su una penisola, che Plinio il Vecchio e Gellio chiamano erroneamente isola, su una baia del golfo di Corinto, il golfo di Anticira. Essa deve la sua importanza all'eccellenza del porto in questo golfo riparato e alla sua situazione vantaggiosa per le comunicazioni con l'entroterra.

## Toponimo
Si dice che la città fosse originariamente chiamata Κυπάρισσος (Kypàrissos, cioè "cipresso"), nome presente nell'Iliade di Omero in un passo in cui si citano le città focesi che avevano inviato navi a Troia, con a capo i figli di Ifito, Epistrofo e Schedio. Il nome deriverebbe da Ciparisso, figlio di Orcomeno e fratello del re Minia. Il toponimo "Anticira", invece, secondo la tradizione deriva da un eroe mitico, Anticireo, che curò la pazzia di Ercole con l'elleboro, presente in grande quantità nella zona.

## Storia

### Età antica
Come le altre città della Focide fu distrutta da Filippo II di Macedonia alla fine della Terza guerra sacra, nel 346 a.C., ma ben presto venne ricostruita ritrovando il suo splendore, il che si rispecchiò nella costruzione di un tempio di Artemide e nell'affidamento della creazione della statua della dea al famoso scultore Prassitele, nel 330 a.C. Fu conquistata dal console Tito Quinzio Flaminino nella guerra contro Filippo nel 198 a.C. a causa della sua posizione favorevole per gli scopi militari: il romano vi pose infatti l'accampamento invernale del suo esercito. La città fu così importante che coniò proprie monete raffiguranti la testa di Poseidone da un lato e Artemide con una torcia e un arco dall'altro.
Durante il dominio romano continuò prosperare, così che Pausania il Periegeta, nel II secolo, ne descrisse alcuni edifici pubblici: un tempio di Poseidone, con una statua bronzea del dio, due ginnasi, di cui uno con una statua del vincitore delle Olimpiadi Senodamo (che vi gareggiò nel 67 d.C., quando vi partecipò anche l'imperatore Nerone), una piazza con molte statue di bronzo ed una fontana coperta, il luogo di cremazione degli eroi omerici Schedio ed Epistrofo e due templi di Artemide, fuori dalle mura, uno dedicato ad Artemide Diktinna e l'altro, con la scultura di Prassitele, ad Artemide Ilizia.

### Medioevo
Nel periodo bizantino la città fu sede vescovile e vi fu eretta una grande basilica a cinque navate, con un pavimento in mosaico che è stato rinvenuto negli anni '80 del Novecento. Sembra che la distruzione di gran parte della città sia avvenuta intorno al 620 a causa di un catastrofico terremoto. Nel corso del XIV secolo la città divenne un porto fortificato dei catalani, chiamato Port de Arago e probabilmente appartenente al dominio della contea di Salona.

### Età moderna
La città è stata identificata con l'attuale Antikyra nel 1806 da William Martin Leake, che rinvenne numerose iscrizioni recanti questo nome. Le ulteriori indagini di Lolling, Dittenberger, Fossey, del Decimo Eforato Archeologico e del Primo Eforato Bizantino hanno portato alla luce diverse testimonianze del glorioso passato di Anticira. Tra i resti più notevoli c'è un tempio arcaico di Atena, in cui è stata trovata una statua bronzea tardo-arcaica. Sono state trovate anche altre statuette di divinità, per la maggior parte intorno alle mura del IV secolo a.C., che inglobavano due torri rettangolari e un bagno paleocristiano con ipocausto.

## Elleboro
Anticira era famosa soprattutto per la produzione e lavorazione del miglior elleboro della Grecia, il rimedio usato nell'antichità per la pazzia. Molta gente venne ad abitare qui per curarsi meglio. Da questa città si sono sviluppati i proverbi "Ἀντικίρρας σε δεῖ" (Antikìrras se dèi, "devi andare ad Anticira") e "Naviget Anticyram" ("navighi ad Anticira"), pronunciati quando una persona agiva stupidamente.
L'elleboro cresceva in abbondanza in tutto il paese: Pausania ne menziona due tipi, uno nero e uno bianco. La radice del primo era usata come catartico e quella del secondo come un emetico.

## Città omonime
Nei testi antichi si trovano notizie di ben tre città dette Anticira. Mentre è certo che l'Anticira in Tessaglia era una città distinta, le fonti non sono chiare riguardo a quella in Locride, a volte identificata con l'Anticira focese e altre volte ritenuta a sé stante.
Anche se gli storici moderni considerano queste due città distinte, Tito Livio dice esplicitamente che quella locrese era situata sulla sinistra del golfo di Corinto per chi vi entrava ed era a breve distanza da Lepanto sia per terra che per mare, mentre quella focese era più vicina al fondo del golfo che all'ingresso ed era lontana 60 miglia da Naupacto. Anche Strabone parla di tre città dallo stesso nome, quella in Focide, quella in Tessaglia e quella in Locride occidentale. Pure Orazio nomina le tre distinte città, dicendo che tutte producevano l'elleboro.